# Histampica dissidens
Histampica dissidens is een slangster uit de familie Ophiactidae.
De wetenschappelijke naam van de soort werd in 1904 gepubliceerd door René Koehler.